# Завьялов, Михаил Яковлевич
Михаил Яковлевич Завьялов (1754 или 1755, села Чагино, Кашинский уезд, Тверское наместничество — ?) — русский писатель, поэт, переводчик времён Екатерины II.

## Биография
Родился в семье диакона.
В 1769 году поступил в Кашинскую духовную школу, откуда был переведён в Тверскую духовную семинарию, полтора года работал учителем.
С 1777 года учился на философском факультете Московского университета. Параллельно завершил духовное образование в Славяно-греко-латинской академии.
С 1783 по 1785 год был в ней учителем пиитики.
В 1784 году, переехав в Санкт-Петербург, перешёл на гражданскую службу — служил в канцелярии Г. А. Потёмкина.

## Литературные труды
Завьялов перевёл книги «Христианин, воин Христов» Эразма Роттердамского (М., 1783, с латинского языка) и «Естественное Богословие» В. Дергама (М., 1784, 1811 и 1820, с французского).
Все стихотворения Михаила Завьялова, кроме одного перевода, были написаны на официальные торжества. Основной темой большинства из них было прославление внутренней и внешней политики Екатерины II.